# Rainbow City, Arizona
Rainbow City je naseljeno područje za statističke svrhe u američkoj saveznoj državi Arizona. Prema popisu stanovništva iz 2010. u njemu je živjelo 968 stanovnika.